# 莫利纳迪莱德罗
莫利纳迪莱德罗（義大利語：Molina di Ledro），是意大利特伦蒂诺-上阿迪杰大区特伦托自治省的一个旧市镇。总面积39平方公里，人口1577人，人口密度40.4人/平方公里（2009年）。ISTAT代码为022119。
2010年1月1日莫利纳迪莱德罗市镇与其他市镇一起合并为新的莱德罗市镇。